# Ole Hansen (militär)
Ole Hansen, född 1842, död 1922, var en norsk militär.
Hansen blev officer vid infanteriet 1863, överste och brigadchef 1897, generalmajor 1898, generallöjtnant 1903 och erhöll avsked 1910. Han var 1889–92 chef för Kadettkompaniet, 1899–1903 kommendant på Fredriksten och var 1903–10 kommenderande över norska armén. Han har utgett bland annat Forslag till Infanteriets Organisation (1881).